# Christian Vassallo
Christian Vassallo (* 1976) ist ein italienischer Klassischer Philologe, Papyrologe und Philosophiehistoriker. 
Vassallo studierte Klassische Philologie an der Universität Neapel Federico II und an der Humboldt-Universität zu Berlin. Promoviert wurde er in Neapel mit einer Dissertation zu Platons Politeia Buch II–III. Er war anschließend wissenschaftlicher Mitarbeiter des Consiglio Nazionale delle Ricerche im Istituto per il Lessico Intellettuale Europeo e Storia delle Idee (CNR-ILIESI), Rom. Dort war er seit 2009 Mitarbeiter des Projekts ERC-Starting Grant 241184-Pherc (Interactive Edition and Interpretation of Various Works by Epicurean and Stoic philosophers surviving at Herculaneum). Er war außerdem DFG-Projektleiter und Wissenschaftlicher Mitarbeiter an der Universität Trier (Projekt VA 1030/1-1: Die Vorsokratiker in den Herkulanensischen Papyri), wo er Schüler des Altphilologen Georg Wöhrle war, sowie Fulbright Scholar and Distinguished Chair of Ancient Philosophy an der University of Notre Dame, Indiana, USA. An der Friedrich-Schiller-Universität Jena wurde ihm der Preis der Alexander-von-Humboldt-Stiftung zugesprochen. Derzeit ist er Ordentlicher Professor für Papyrologie im Dipartimento di Studi Storici der Universität Turin, wo er Projektleiter des Projekts ERC-Consolidator Grant 101086695-APATHES (Assessing Philosophical Authors and Texts from Herculaneum and elsehwere on Early Stoicism: Insight into ancient logic, physics, and ethics towards a new von Arnim) ist. Seit 2010 ist er Mitglied der Gesellschaft für antike Philosophie, der International Association for Presocratic Studies und der International Society for the History of Rhetoric.
Vassallo arbeitet zu den Herculanensischen Papyri und philosophischen Papyrustexten, unter anderem zu solchen des Epikureers Philodem. Weitere Arbeitsgebiete sind die Vorsokratiker und ihre Rezeption in den epikureischen und stoischen Papyri aus Herculaneum. Er hat außerdem Arbeiten zu Platon und zur Ästhetik Plotins vorgelegt. Sein aktuelles Projekt ist eine Neuedition der Stoicorum Veterum Fragmenta von Arnims (The New von Arnim Project). Mit Francesca Alesse, Myrto Garani, Katerina Ierodiakonou, Gretchen Reydams-Schils und Katja M. Vogt ist er parallel dazu Herausgeber der Reihe APATHES: Studies in Stoic Philosophy and its Reception in Antiquity and Beyond im Verlag Walter de Gruyter.

## Schriften (Auswahl)
- Fragments of the Early Stoics (FESt), IV. The School of Chrysippus, 1. Zeno of Tarsus and Diogenes of Babylon, edited with introduction, translations, and commentary notes by C. Vassallo, Berlin/Boston: De Gruyter Brill, 2025.
- mit Pia De Simone, Kilian Josef Fleischer (Hrsg.): Brill’s companion to Crantor of Soli (= Brill’s Companions to Ancient Philosophy, 9), Leiden/Boston: Brill, 2025.
- mit Michele Alessandrelli, Stavros Kouloumentas (Hrsg.): Stoic Presocratics – Presocratic Stoics: Studies in the Stoic Reception of Early Greek Philosophy (= Philosophie hellénistique et romaine / Hellenistic and Roman Philosophy, 17), Turnhout: Brepols, 2024.
- The Presocratics at Herculaneum: A Study of Early Greek Philosophy in the Epicurean Tradition. With an Appendix on Diogenes of Oinoanda’s Criticism of Presocratic Philosophy (= Studia Praesocratica, 11), Berlin/Boston: De Gruyter, 2021.
- Plotino, La bellezza intelligibile. Introduzione, traduzione e commento. Mit einem Vorwort von Christoph Horn (= Spudasmata, 183), Hildesheim/Zürich/New York: Olms, 2019.
- (Hrsg.): Presocratics and Papyrological Tradition: A Philosophical Reappraisal of the Sources. Proceedings of the International Workshop held at the University of Trier (22–24 September 2016) (= Studia Praesocratica, 10), Berlin/Boston: De Gruyter, 2019.
- Benedikt Strobel, Georg Wöhrle (Hrsg. in Zusammenarbeit mit Elvira Wakelnig. Mit Beiträgen von Christian Vassallo): Xenophanes von Kolophon (= Traditio Praesocratica, 3), Berlin/Boston: De Gruyter, 2018.
- (Hrsg.): Physiologia: Topics in Presocratic Philosophy and Its Reception in Antiquity (= AKAN-Einzelschriften, 12), Trier: Wissenschaftlicher Verlag, 2017.